# Жолас, Бетси
Бетси Жолас (фр. Betsy Jolas, 5 августа 1926, Париж) — французский композитор, пианист, органист.

## Биография
Родилась в литературной семье еврейско-американского происхождения: отец — писатель Юджин Джолас (1894—1952), мать — переводчик Мария Мак-Дональд (1893—1987), они основали в Париже международный журнал литературного авангарда transition. В 1940—1946 годах жила в США. Вернувшись, занималась композицией с Дариусом Мийо и Оливье Мессианом в Парижской консерватории. Изучала также дирижирование, в 1953 году была отмечена среди участников Безансонского конкурса молодых дирижёров.
С 1971 года работала ассистентом Мессиана в консерватории, в 1975 году стала профессором анализа, а в 1978 году — композиции. Преподавала также в ряде университетов и колледжей США.
Сестра, Тина Жолас (1929—1999) — этнолог и переводчик, была женой Андре дю Буше, а затем подругой и спутницей Рене Шара. Сын — джазовый трубач Антуан Ильюз.

## Сочинения
- Соната для флейты виолы да гамба и клавесина (1956)
- 5 стихотворений Жака Дюпена для сопрано и фортепиано (1959)
- Слова для пяти солистов и ансамбля (1963)
- Квартет № 2 для колоратурного сопрано и струнного трио (1964)
- Фигуры для 9 инструментов (1965)
- Мотет II для смешанного хора и оркестра (1965)
- Соната для 12 голосов (1970)
- Дневные мотивы для смешанного хора (1970)
- Песня приближения (1972)
- Соната для фортепиано (1973)
- Квартет № 3, девять этюдов для двух скрипок, альта и виолончели (1973)
- How Now, октет (1973)
- Well Met для ансамбля (1973)
- Три встречи для струнного трио и оркестра (1973)
- Павильон у реки, опера (1975)
- Сегодняшняя музыка для органа (1976)
- Одиннадцать песен для трубы и ансамбля (1977)
- Tales of a summer sea для оркестра (1977)
- Каприз для двух голосов и фортепиано без исполнителя (1978)
- Стансы для фортепиано и оркестра (1978)
- Четыре дуэта для альта и фортепиано (1979)
- Liring Ballade для баритона и оркестра (1980)
- Пьеса для квартала Сен-Жермен, для фортепиано (1981)
- Фрагменты кукольной оперы в семи музыкальных манерах (1982)
- Эпизод четвёртый, для тенор-саксофона (1983)
- Прелюдии, фанфары, интерлюдии, перезвоны (1983)
- Эпизод пятый, для виолончели (1986)
- Киклоп, опера по Еврипиду (1986)
- Чаще всего II для тенор-саксофона и тенора, на стихи Пьера Реверди (1989)
- Эпизод восьмой, для контрабаса (1989)
- Зимняя музыка для органа и небольшого оркестра (1990)
- Музыка для Дельфины, для скрипки и виолончели (1992)
- Frauenleben, Neun Lieder для контральто и оркестра (1992)
- Шлиман, опера (1993)
- Часы, трио для скрипки, альта и виолончели (1993)
- Квартет № 5 для двух скрипок, альта и виолончели (1994)
- Sigrancia, баллада для баритона и оркестра на стихи Андре дю Буше (1995)
- Lumor, семь духовных песен для саксофона и оркестра (1997)
- Маленькая концертная симфония для скрипки и оркестра (1997)
- После для клавесина (1997)
- Соната для восьми виолончелей (1998)
- Hunc igitur terrorem , мотет для пяти солистов и оркестра (1999)
- O Night, Oh…, концертная фантазия для фортепиано и смешанного хора (2001)
- Ventosum Vocant, мотет для сопрано и оркестра (2002)
- Wanderlied для голоса и ансамбля (2003)
- Подъем на Мон-Ванту, мотет для сопрано и ансамбля (2004)
- B Day для оркестра (2006)
- Leçons du petit jour для органа (2007)
- Teletalks для двух фортепиано (2008)

Жолас — автор многочисленных аранжировок старинной европейской музыки.

## Исполнители
Произведения Жолас исполняют Лондонский симфонический оркестр и Лондонская филармония, Ensemble Intercontemporain, Элизабет Хойнацка, Ким Кашкашьян, Пола Робисон, Уильям Кристи, Кент Нагано и др.

## Признание и награды
Большая национальная музыкальная премия (1974), Большая премия Парижа (1981), Международная премия Мориса Равеля (1992). Командор Ордена искусств и литературы (1985), кавалер Ордена Почётного легиона (1997). Человек года во Франции (1992). Член Американской академии искусств и наук (1995).